# Sebastian Rode
Sebastian Rode (* 11. Oktober 1990 in Seeheim-Jugenheim) ist ein ehemaliger deutscher Fußballspieler. Der Mittelfeldspieler wurde ab 2005 bei Kickers Offenbach ausgebildet und wechselte 2010 zu Eintracht Frankfurt. Zwischen 2015 und 2017 gewann Rode als Spieler des FC Bayern München und von Borussia Dortmund je zweimal die Deutsche Meisterschaft und den DFB-Pokal. Im Januar 2019 kehrte der ehemalige Juniorennationalspieler zur Eintracht zurück, mit der er als Mannschaftskapitän 2022 die Europa League gewann und bei der er 2024 seine Karriere beendete.

## Sportliche Laufbahn

### Vereinskarriere

#### Bis 2008: Jugendvereine
Nach Jugendjahren beim SKV Hähnlein, FC Alsbach, SC Viktoria Griesheim und dem SV Darmstadt 98 wechselte Rode im Juli 2005 in die Jugendabteilung von Kickers Offenbach.

#### 2008–2010: Kickers Offenbach
Ab der Saison 2008/09 trainierte Rode bei den Profis von Kickers Offenbach mit, spielte jedoch überwiegend in der U19-Bundesliga. Zu seinem ersten Einsatz für die Profimannschaft kam er am 7. März 2009 in der 3. Liga bei einem 2:0-Sieg gegen Eintracht Braunschweig. In der Saison 2009/10 entwickelte er sich zum Stammspieler, kam jedoch lediglich zu 13 Saisoneinsätzen, da er sich im September 2009 einen Kreuzbandriss im rechten Knie zugezogen hatte.

#### 2010–2014: Bundesligaspieler in Frankfurt
Zur Saison 2010/11 unterschrieb Rode einen bis Sommer 2014 laufenden Vertrag beim Erzrivalen Eintracht Frankfurt. Nachdem er einen im September 2010 zugezogenen Knorpelschaden im linken Knie auskuriert hatte, debütierte er am 21. Januar 2011 bei der 0:1-Niederlage im Auswärtsspiel gegen den Hamburger SV in der Bundesliga. Sein erstes Bundesligator erzielte Rode am 23. April 2011 beim 1:1 im Heimspiel gegen den FC Bayern München mit dem Führungstreffer in der 54. Spielminute. Zum Ende der Saison stieg die Eintracht aus der Bundesliga ab, trotz Angeboten anderer Bundesligisten blieb er aber beim Verein. In der 2. Bundesliga absolvierte er in der darauffolgenden Spielzeit 33 Ligaspiele, erzielte zwei Tore, gab zehn Torvorlagen und trug damit maßgeblich zum direkten Wiederaufstieg in die Bundesliga bei. Auch dort konnte Rode seinen Stammplatz behaupten und qualifizierte sich mit der Eintracht als Tabellensechster für die Europa League, in der er bei fünf eigenen Einsätzen mit der Mannschaft das Sechzehntelfinale erreichte. Ende Februar 2014 erlitt Rode einen Knorpelschaden im rechten Knie und fiel bis Saisonende aus.

#### 2014–2016: Titelgewinne mit dem FC Bayern München

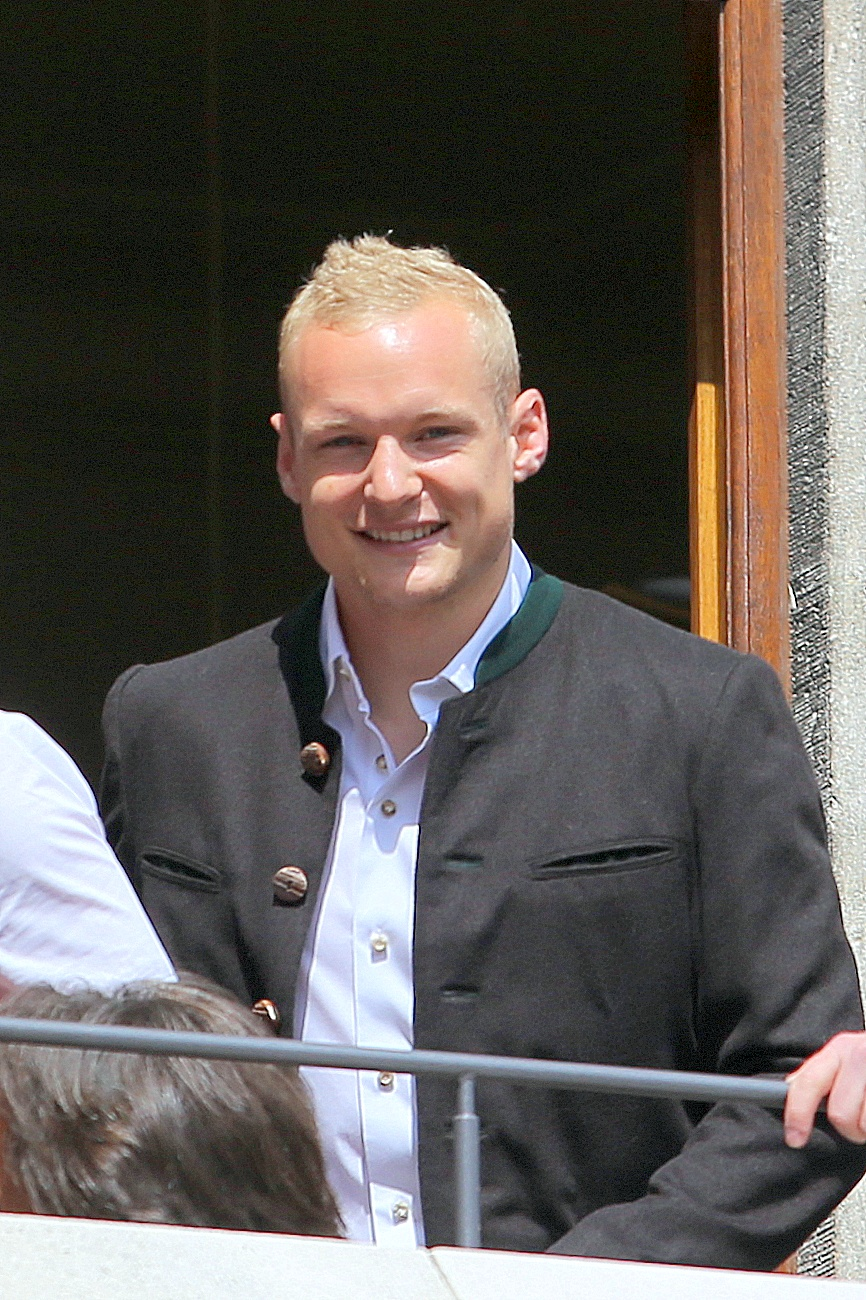
Rode bei der Meisterfeier des FC Bayern auf dem Rathausbalkon (2016)

Zur Saison 2014/15 wechselte Rode ablösefrei zum FC Bayern München, der ihn mit einem bis zum 30. Juni 2018 laufenden Vertrag ausstattete. Sein erstes Pflichtspiel absolvierte er am 13. August 2014 gegen Borussia Dortmund bei der 0:2-Niederlage im Spiel um den DFL-Supercup. Sein Bundesligadebüt für den FC Bayern München gab er am 22. August 2014 (1. Spieltag) beim 2:1-Sieg im Heimspiel gegen den VfL Wolfsburg. Am 5. November 2014 spielte Rode beim 2:0-Heimsieg gegen die AS Rom erstmals in der Champions League, als er in der 81. Minute für David Alaba eingewechselt wurde. Sein erstes Tor für die Münchner erzielte Rode am 22. November 2014 (12. Spieltag) beim 4:0-Sieg im Heimspiel gegen die TSG 1899 Hoffenheim mit dem Treffer zum Endstand in der 87. Minute. In der Champions League markierte er am 10. Dezember 2014 mit seinem Tor zum 2:0 beim 3:0-Sieg seiner Mannschaft über ZSKA Moskau seinen ersten Treffer. 
Mit den Bayern wurde Rode 2015 deutscher Meister und gewann 2016 das Double aus Meisterschaft und DFB-Pokal, konnte sich jedoch nie als Stammspieler durchsetzen.

#### 2016–2018: Pokalsieger in Dortmund

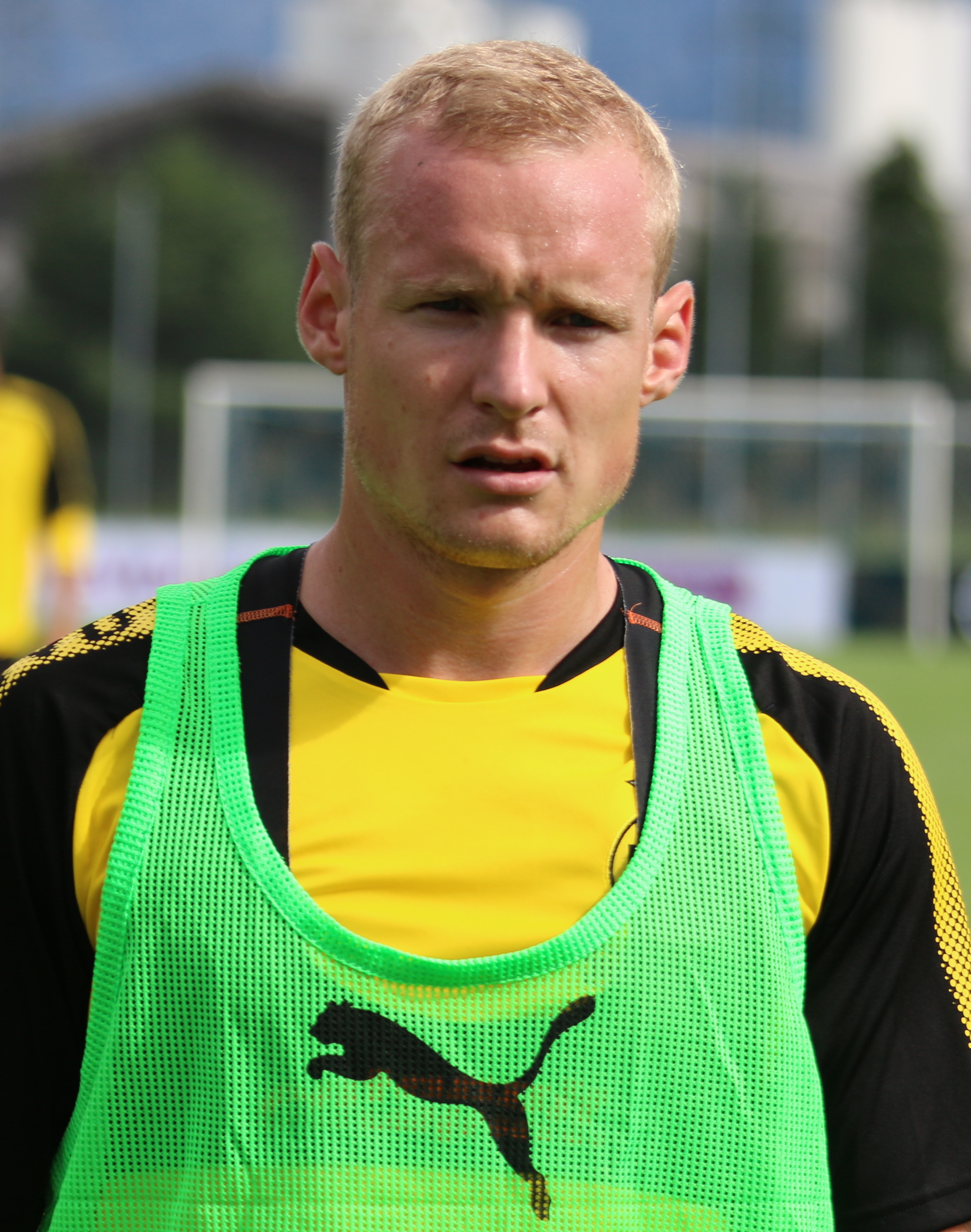
Rode als BVB-Spieler (2017)

Zur Saison 2016/17 wechselte Rode zu Borussia Dortmund und unterschrieb einen bis zum 30. Juni 2020 laufenden Vertrag. Seinen ersten Treffer für den BVB erzielte er am 17. September 2016 beim 6:0-Sieg im Ligaspiel gegen den SV Darmstadt 98. Am Saisonende gewann er mit der Mannschaft den DFB-Pokal, jedoch ohne im Turnierverlauf zum Einsatz gekommen zu sein. Rode verpasste die komplette Saison 2017/18 wegen einer Leistenverletzung. Lediglich beim DFL-Supercup gegen den FC Bayern konnte er auflaufen. Nach einem Jahr Pause lief er am 6. November 2018 im Spiel der zweiten Mannschaft gegen Rot-Weiss Essen in der Regionalliga West wieder im Trikot des BVB auf. Für die erste Mannschaft kam er im Anschluss zu keinen weiteren Pflichtspieleinsätzen.

#### 2019–2024: Kapitän und Europa-League-Sieger in Frankfurt

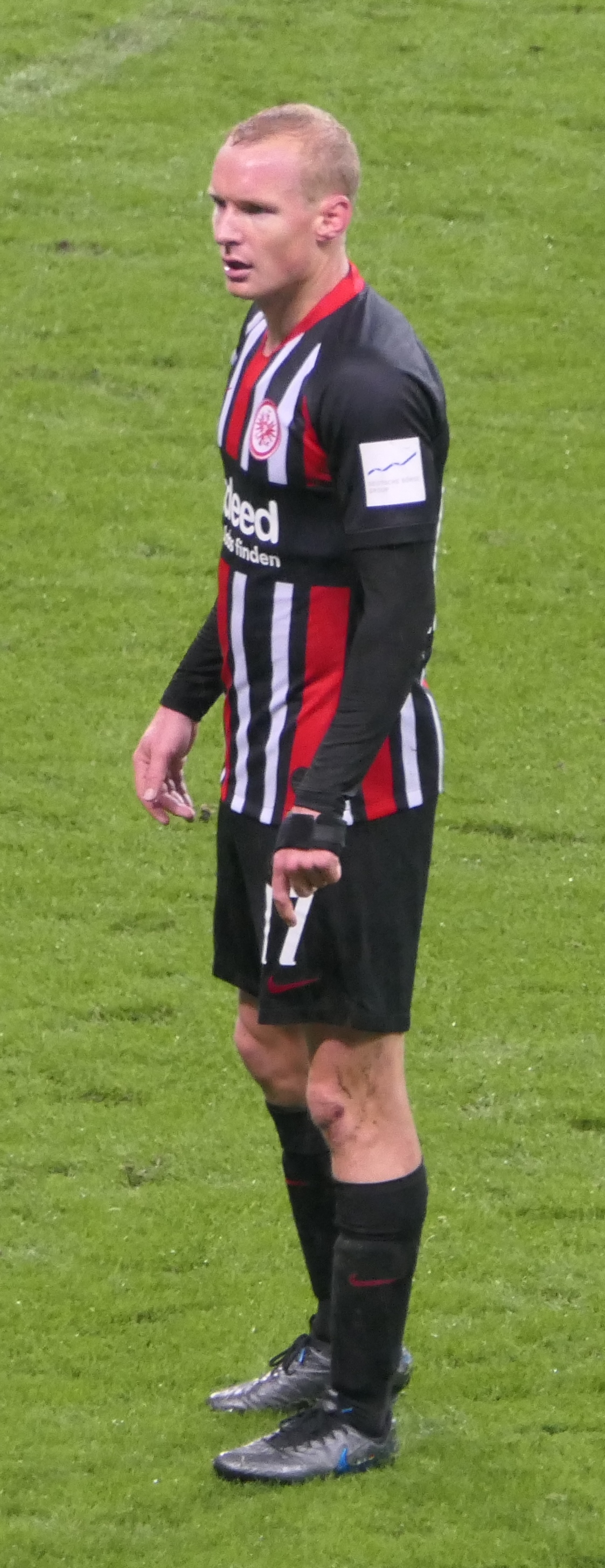
Sebastian Rode im Trikot von Eintracht Frankfurt (2019)

Zum 1. Januar 2019 kehrte Rode zunächst auf Leihbasis bis zum Ende der Saison 2018/19 zu Eintracht Frankfurt zurück. Dort erarbeitete er sich unter Trainer Adi Hütter wieder einen Stammplatz im zentralen Mittelfeld und kam bis Saisonende in wettbewerbsübergreifend 20 Pflichtspielen zum Einsatz. In der Europa League erzielte Rode im Viertelfinal-Rückspiel gegen Benfica Lissabon das entscheidende 2:0, das der Eintracht zum Einzug ins Halbfinale verhalf. Dort unterlag die Mannschaft dem FC Chelsea im Elfmeterschießen. Nach dem Ende seines Leihvertrags kehrte Rode nicht zu Borussia Dortmund zurück, sondern absolvierte eine verletzungsbedingte Rehabilitation in Südhessen. Ende Juli 2019 wurde er von der Eintracht fest verpflichtet und unterschrieb einen Fünfjahresvertrag.
Auch 2019/20 war Rode in Frankfurts Mittelfeldzentrale gesetzt und absolvierte 43 Pflichtspiele. In der Spielzeit erreichte er mit seiner Mannschaft das Achtelfinale der Europa League sowie das Halbfinale im DFB-Pokal. Die Bundesliga-Saison 2020/21 beendete er mit der Eintracht als Tabellenfünfter, was die erneute Qualifikation zur Europa League bedeutete. Rode kam dabei in insgesamt 29 Spielen zum Einsatz, wurde jedoch aufgrund guter Leistungen seiner Konkurrenten Djibril Sow und Makoto Hasebe häufiger erst als Einwechselspieler aufs Feld gebracht.
Kurz vor Saisonstart 2021/22 wurde Rode vom neuen Cheftrainer Oliver Glasner zum Mannschaftskapitän ernannt. Er übernahm damit das seit dem Weggang von David Abraham vakante Amt. Aufgrund von Knieproblemen verpasste der Mittelfeldspieler die ersten beiden Monate der Saison und wurde anschließend als Einwechselspieler langsam wieder in die Mannschaft integriert. Ab Dezember 2021 war er in Frankfurts Zentrale neben Sow gesetzt und stieß in der Europa League mit der Eintracht als Gruppenerster nach Siegen gegen Betis Sevilla, den FC Barcelona und West Ham United bis ins Finale vor. Dort stand Rode am 18. Mai 2022 gegen die Glasgow Rangers die ersten 90 Minuten auf dem Platz und gewann mit seiner Mannschaft im Elfmeterschießen den Titel.
Bereits Sommer 2023 gab Rode bekannt, seine Spielerkarriere nach der Saison 2023/24 beenden zu wollen. Nachdem er bis zum 22. Spieltag verletzungsbedingt in nur sieben Bundesligaspielen zum Einsatz gekommen war, verletzte er sich im Februar 2024 am Knie und fiel erneut aus. Im letzten Saisonspiel gegen RB Leipzig wurde er von Trainer Dino Toppmöller in den letzten Spielminuten eingewechselt und im Frankfurter Waldstadion verabschiedet.

### Auswahleinsätze
Am 17. Mai 2005 gab Rode mit der U16-Nationalmannschaft in Marville gegen die französische Auswahlmannschaft (Endstand 2:4) sein Debüt im Nationaltrikot.
In der U21-Nationalmannschaft wurde er erstmals im Oktober 2011 gegen San Marino eingesetzt. Bei der Endrunde der U21-Europameisterschaft 2013 in Israel gehörte Rode zur Stammelf von Trainer Rainer Adrion, das deutsche Team scheiterte dabei bereits in der Gruppenphase. Insgesamt kam Rode für Jugend- und Nachwuchsnationalmannschaften des DFB zu 14 Länderspieleinsätzen.

## Erfolge
International
- Europa-League-Sieger: 2022 (Eintracht Frankfurt)

National
- Deutscher Meister (2): 2015, 2016 (beide FC Bayern München)
- Deutscher Pokalsieger (2): 2016 (FC Bayern München), 2017 (Borussia Dortmund)
- Aufstieg in die Bundesliga: 2012 (Eintracht Frankfurt)
- Hessenpokalsieger (2): 2009, 2010 (beide Kickers Offenbach)

## Sonstiges
Seit Ende 2012 engagiert Rode sich als Botschafter des hessischen Landespräventionsrates und vor allem bei Kindern und Jugendlichen für Gewaltfreiheit. Weiterhin interagiert er mit Fans auf verschiedenen Kanälen. Im August 2015 wurde die Sebastian-Rode-App veröffentlicht.

## TV-Experte
Seit Mai 2025 ist Rode für die ARD als Experte tätig. Er debütierte bei der Sportschau am Finaltag der Amateure.